# Andron

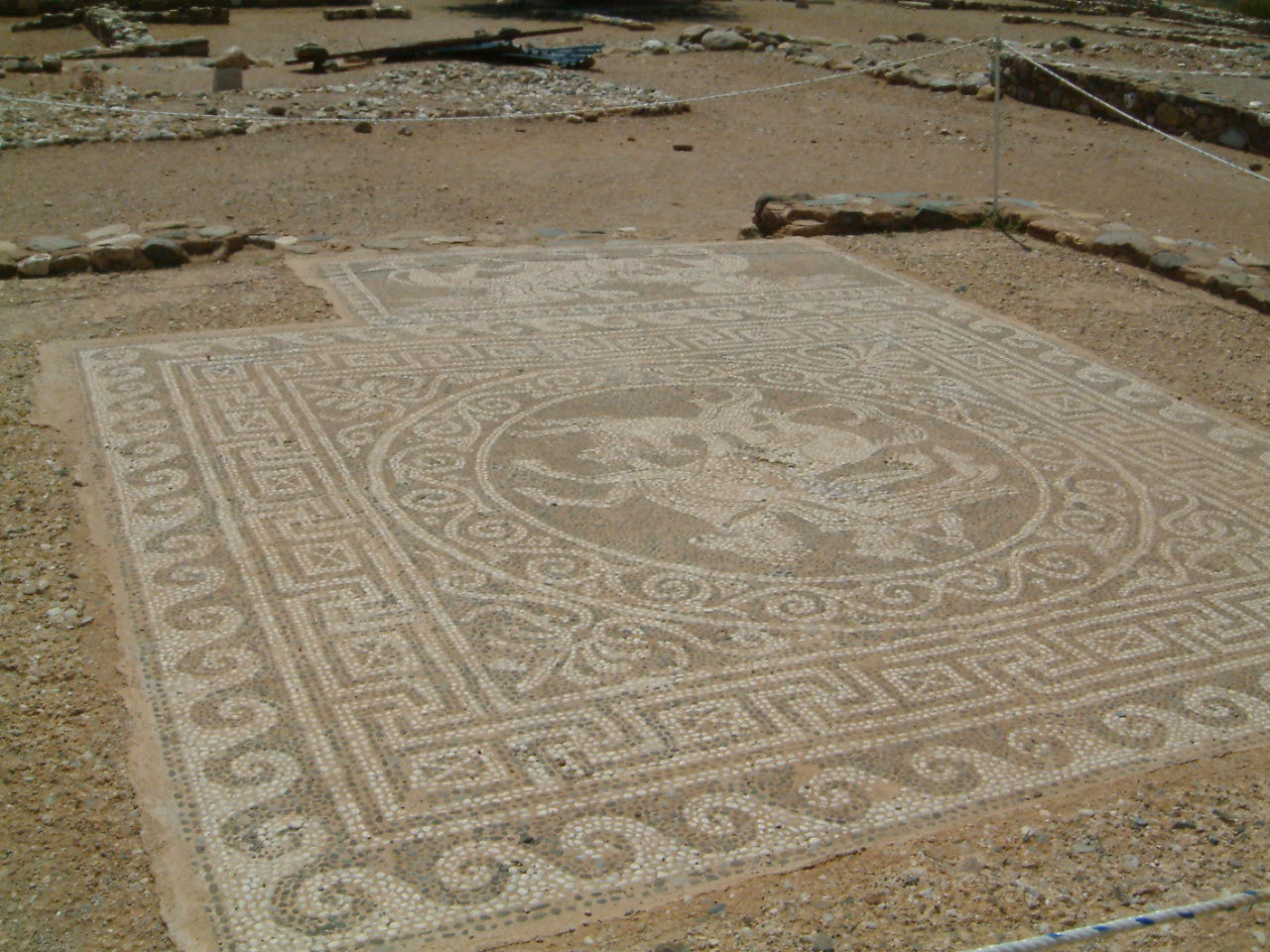

De andron (Oudgrieks: ἀνδρών, andrōn) of andronitis (Oudgrieks: ἀνδρωνῖτις, andrōnitis) was in het oude Griekenland een ruimte in het oud-Griekse huis die enkel mannen mochten betreden. Het was een soort van ontvangstruimte. Het was gescheiden van het gynaeceum (γυναικεῖον, gunaikeion) of vrouwenvertrek.
In de andron stonden meestal drie ligbedden, waarvan elk bestemd was voor één persoon om er al liggend op te eten. De ligbedden (klinai) waren in een U-vorm gerangschikt. Het middelste deel was versierd met mozaïeken. De ligbedden stonden op een verhoging, om de aantasting ervan door vochtigheid tegen te gaan.